# Opryszczkowe zapalenie mózgu
Opryszczkowe zapalenie mózgu (łac. encephalitis herpetica, ang. Herpes simplex encephalitis, HSE) – najczęstszy rodzaj wirusowego zapalenia mózgu, wywołany wirusem opryszczki. Szacowana roczna zapadalność wynosi około 1 na 500 000. Maksimum zachorowalności jest w grupie poniżej 20 lat, zwykle jako zakażenie pierwotne, i po 50. roku życia, zazwyczaj jako reaktywacja infekcji. Śmiertelność nieleczonych wynosi do 70%, leczonych spada do 20%. Większość przeżywających ma dolegliwości neurologiczne.

## Objawy
Opryszczkowe zapalenie daje podobne objawy jak inne zakażenia mózgu, ropień mózgu lub nowotwór. 
Typowe objawy to
- zaburzenia mowy (76%):
- zmiany osobowości (97%)
- gorączka (92%)
- niezborność (40%)
- napady padaczkowe (38%)
  - zlokalizowane (28%)
  - ogólne (10%)
- niedowład połowiczy (38%)
- upośledzenie funkcji nerwów czaszkowych (32%)
- zmniejszenie pola widzenia (14%)
- obrzęk tarczy nerwu wzrokowego (14%).

## Rozpoznanie
Potwierdzeniem rozpoznania jest identyfikacja wirusa opryszczki w płynie mózgowo-rdzeniowym przy zastosowaniu PCR – czułość metody wynosi 94–98%, specyficzność 98–100%.
W płynie tym:
- stężenie leukocytów wynosi 10–500 komórek/µl, średnio 100 komórek/µl,
- z powodu krwotoków wywołanych zakażeniem stężenie erytrocytów może być podwyższone do 10–500 komórek/µl,
- stężenie białka jest podwyższone do 60–700 mg/dl, średnio 100 mg/dl

U 5–10% pacjentów, zwłaszcza dzieci, początkowe wartości mogą być prawidłowe, ale z czasem rośnie liczba komórek i stężenie białek.
Negatywny wynik PCR bywa z powodu małego stężenia wirusowego DNA w ciągu pierwszych 3 dni od wystąpienia objawów, albo z powodu obecności krwi, która zakłóca PCR. 
Rezonans magnetyczny mózgu pokazuje zmiany u 90% chorych, tomografia komputerowa u ok. 2/3. Elektroencefalografia wykrywa zmiany, ale jest mało specyficzna (32%), czułość metody wynosi 84%.

## Leczenie
Leczenie polega na podawaniu acyklowiru.

## Rokowanie
U 2–5% nieleczonych przyczynowo osób funkcjonowanie mózgu wraca do normy.